# 罗元发
罗元发（1910年11月15日—2010年5月10日），中国人民解放军空军中将。1955年获二级八一勋章、一级独立自由勋章，一级解放勋章，1988年获一级红星功勋荣誉章。
毕业于解放军军事学院。1955年，任兰州军区空军首任司令员。1957年，接替段苏权，担任北京军区空军司令员（1968年，由李际泰接任）。
1955年，授中国人民解放军中将军衔。